# عین لاروز
عین لاروز (به عربی: عین لاروز) یک روستا در سوریه است که در ناحیه احسم واقع شده‌است. عین لاروز ۲٬۶۸۷ نفر جمعیت دارد.